# Sydney International

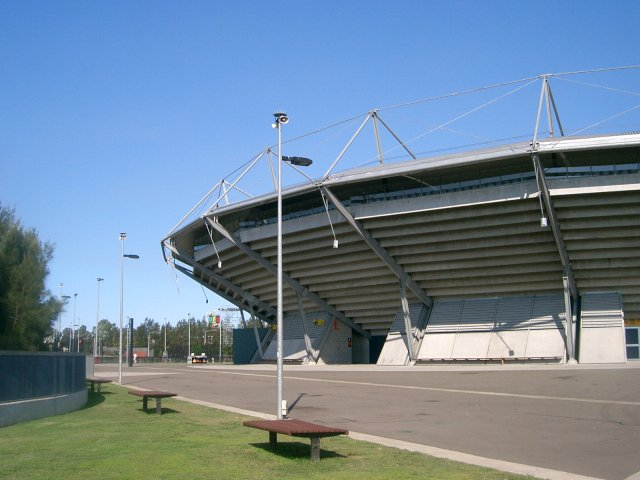
Il NSW Tennis Centre visto dall'esterno

Il Sydney International, conosciuto prima del 1968 come New South Wales Championships e dopo come New South Wales Open e Apia International Sydney, è stato un torneo professionistico di tennis maschile e femminile che si svolgeva a Sydney, in Australia, solitamente nel mese di gennaio sui campi in cemento del NSW Tennis Centre. Il torneo è stato interrotto nel 2020 sostituito dall'Adelaide International dopo aver provvisto il campo centrale di tetto. Nel 2022 ha fatto un breve ritorno nel calendario con l'edizione intitolata "Sydney Tennis Classic".

## Storia
I New South Wales Championships, conosciuti anche come NSW Open, furono fondati dagli ufficiali coloniali britannici per scegliere i migliori tennisti locali che potessero far parte della squadra di Coppa Davis dell'Australasia. La prima edizione fu disputata nel 1885. I campionati nazionali australiani nacquero nel 1905, quindi dal 1885 al 1904 i migliori tennisti australiani parteciparono al torneo di Sydney, che era l'evento tennistico più importante della nazione insieme ai Victorian Championships di Melbourne. Con la nascita degli Australian Championships, il torneo perse di importanza ma comunque molti tennisti originari dell'Australia continuarono a prendervi parte. La superficie dei campi era l'erba e solo nel 1989 venne introdotto il Rebound Ace.
Dal 1885 al 1922, quando i campionati nazionali australiani cessarono di essere un evento riservato solo agli uomini, i New South Wales Championships e i Victorian Championships sono stati gli eventi 
principali per i tennisti australiani.

### Località
Il NSW Open veniva giocato nel complesso di White City, vicino al centro direzionale di Sydney. A partire dalle Olimpiadi del 2000 l'evento fu spostato nel Sydney International Tennis Centre di Homebush Bay, sobborgo di Western Sydney che ospita i siti dove si sono svolti i Giochi olimpici. L'impianto è composto da 15 campi all'aperto e uno stadio centrale che ospita anche gli uffici amministrativi della Federazione tennis del New South Wales.

## Albo d'oro
- Sydney International (singolare maschile)
- Sydney International (singolare femminile)
- Sydney International (doppio maschile)
- Sydney International (doppio femminile)
- Sydney International (doppio misto)